# Pronoplon rubriceps
Pronoplon rubriceps är en skalbaggsart som först beskrevs av Pierre Émile Gounelle 1909.  Pronoplon rubriceps ingår i släktet Pronoplon och familjen långhorningar.
Artens utbredningsområde är Paraguay. Inga underarter finns listade i Catalogue of Life.